# Stenasellus asiaticus
Stenasellus asiaticus är en kräftdjursart som beskrevs av Yakov Avadievich Birstein och Starostin 1949. Stenasellus asiaticus ingår i släktet Stenasellus och familjen Stenasellidae. Inga underarter finns listade i Catalogue of Life.